# Adolphe Thiers
Marie Joseph Louis Adolphe Thiers (Marsiglia, 15 aprile 1797 – Saint-Germain-en-Laye, 3 settembre 1877) è stato un politico, storico e avvocato francese, primo presidente della Terza Repubblica francese.

## Biografia

### Gli esordi
Adolphe Thiers nacque a Marsiglia il 15 aprile 1797 da una famiglia di commercianti, figlio di Pierre Thiers (1759-1843) e Marie-Madeleine Amic (1774-1852). Dopo aver frequentato il liceo nella città natale, studiò legge ad Aix-en-Provence e a ventitré anni divenne avvocato. Esercitò per poco la professione forense e nel 1821 si trasferì a Parigi, dove in breve divenne una figura ben nota negli ambienti antiborbonici e liberali. Sostenitore di una monarchia parlamentare sul tipo di quella inglese, condusse la sua battaglia politica sul giornale Le Constitutionnel. Tra il 1823 e il 1827 pubblicò i dieci volumi dell'Histoire de la Révolution française, che gli dettero grande fama in Francia e in Europa, dove venne presto tradotta in inglese, tedesco, italiano, spagnolo. Nel 1830 fu tra i fondatori del giornale Le National, ostile alla monarchia di Carlo X.

### La Monarchia di Luglio

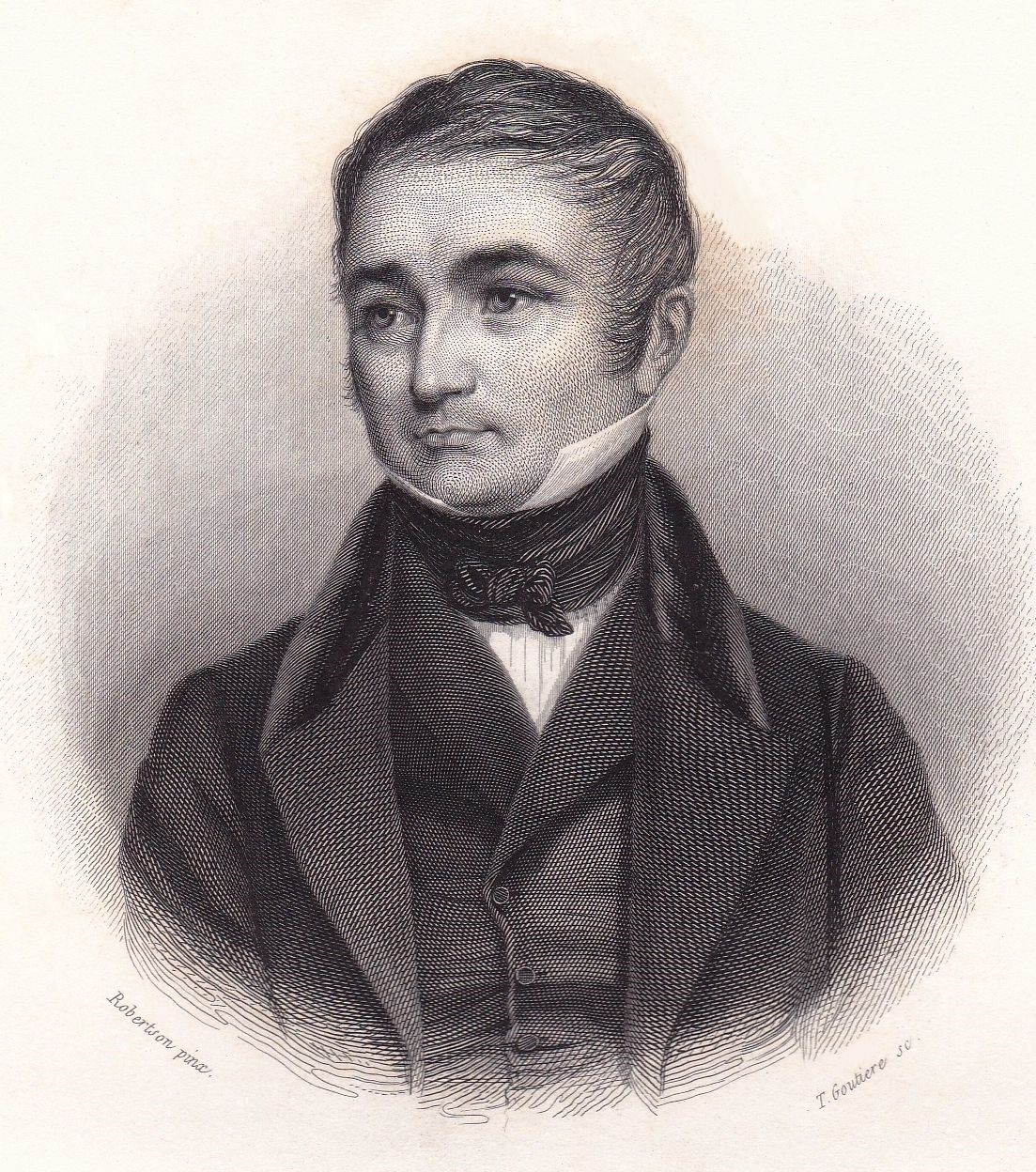
Thiers durante gli anni '30 dell'Ottocento

In occasione della Rivoluzione di luglio (27-29 luglio 1830) che portò al rovesciamento di Carlo X, fu tra le personalità che convinsero l'apparentemente esitante Luigi Filippo d'Orléans ad accettare il trono di Francia.
Eletto deputato nel 1830 nel collegio Bouches-du-Rhône, Thiers fu sottosegretario alle finanze dal novembre 1830 al marzo 1831. Nel 1832 divenne ministro degli interni e poi, tra il 1832 e il 1834, dei lavori pubblici e commercio. Nel 1833 ottenne un seggio all'Académie française e l'8 novembre dello stesso anno si sposò con Elise Dosne. Nell'aprile 1834 venne nuovamente nominato ministro degli interni e represse duramente i moti popolari. L'anno seguente, dopo il fallito attentato di Giuseppe Fieschi contro Luigi Filippo, impose con le "leggi di settembre" forti restrizioni alla libertà di stampa.
Nell'agosto del 1836, quando era presidente del consiglio e ministro degli esteri, volle inviare a Madrid un corpo di volontari francesi per appoggiare la regina Isabella nella lotta contro i carlisti; su pressione di Metternich, il re Luigi Filippo si oppose al progetto. Pertanto Thiers rassegnò le dimissioni a favore di François Guizot. Dopo un soggiorno in Italia, nel 1838 tornò alla politica attiva, come influente membro dell'opposizione.
Nel marzo del 1840 fu nuovamente al governo come presidente del consiglio e ministro degli esteri, ma pochi mesi dopo, il 29 ottobre, rassegnò nuovamente le dimissioni per disaccordi con il re sulla politica estera in Medio Oriente. Rimasto deputato, tornò all'opposizione e iniziò a maturare convinzioni repubblicane. Nel 1840 dette alle stampe il primo dei venti volumi della Histoire du Consulat et de l'Empire, che fu terminata nel 1862.

### La Seconda Repubblica e il Secondo Impero
Nel 1848 si schierò con la rivoluzione di febbraio che costrinse all'abdicazione Luigi Filippo e proclamò il governo provvisorio che dette vita alla Seconda Repubblica francese, alla cui presidenza il 10 dicembre fu eletto, con l'appoggio di Thiers, Luigi Napoleone Bonaparte. Nel nuovo assetto istituzionale della Francia Thiers si schierò con l'ala conservatrice e contro la sinistra socialista e votò a favore dell'invio di truppe francesi contro la Repubblica Romana.
Thiers si oppose al colpo di Stato del 2 dicembre 1851 di Luigi Napoleone e venne arrestato ed esiliato. Nel 1852 ottenne il permesso di tornare in patria, ma si tenne lontano dalla politica attiva del Secondo Impero francese fino a quando il regime dette segni di apertura in senso liberale. Nel 1863 venne eletto deputato a Parigi e negli anni successivi guidò l'opposizione parlamentare; fu uno dei 16 deputati che votarono contro la guerra con la Prussia.

### La Terza Repubblica

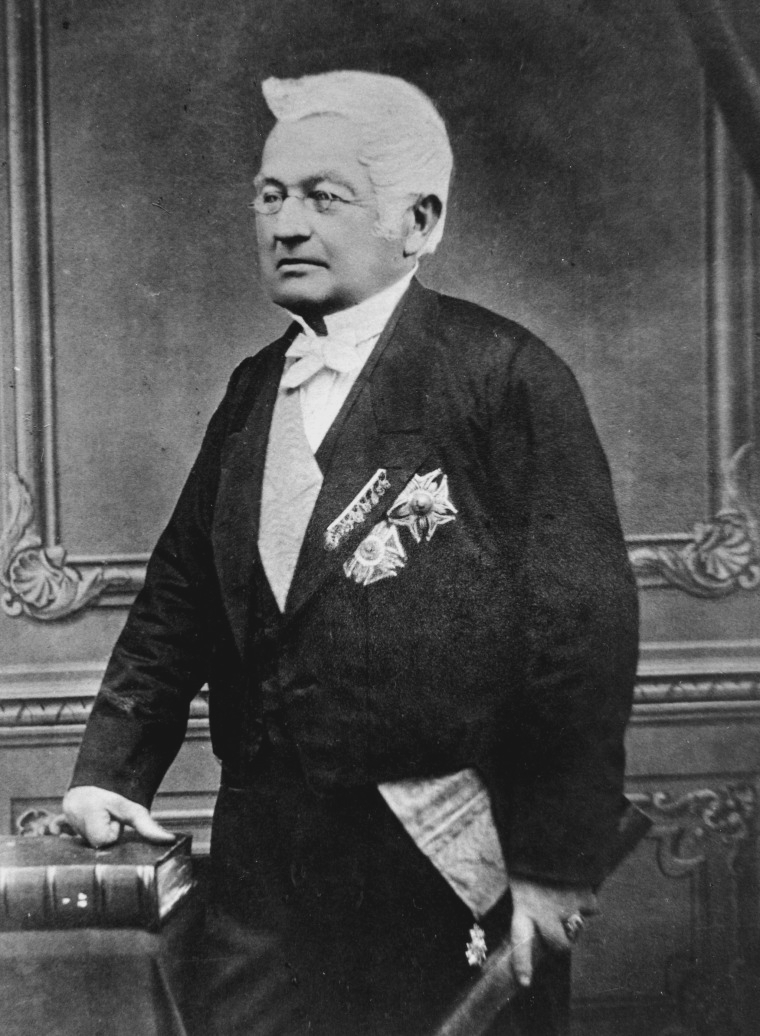
Adolphe Thiers in una fotografia ufficiale

Dopo la caduta di Napoleone III in seguito alla disfatta di Sedan nel 1870, Thiers negoziò l'armistizio con la Prussia, firmato il 28 gennaio 1871. Il 17 febbraio 1871 fu eletto a capo dell'esecutivo dall'Assemblea nazionale riunita a Bordeaux, e il 1º marzo 1871 fece ratificare dall'Assemblea stessa gli accordi preliminari che il 10 maggio portarono alla firma del Trattato di Francoforte, il quale imponeva la cessione di Alsazia e Lorena e la permanenza in Francia di truppe di occupazione fino al completo pagamento di 5 miliardi di franchi oro come indennità di guerra.
Le pesanti condizioni del trattato e le misure impopolari prese dal governo Thiers, come la decisione di trasferire il parlamento a Versailles, anziché a Parigi, furono tra le cause della rivolta popolare nella capitale che dette vita alla Comune di Parigi, repressa da Thiers con estrema durezza tra il 21 e il 28 maggio del 1871.
Il 31 agosto 1871 venne eletto primo presidente della Terza Repubblica francese. Durante il suo mandato portò avanti riforme di natura fiscale e militare e lanciò con successo un prestito nazionale che permise di pagare al più presto il debito di guerra e liberare così il territorio francese dalle truppe di occupazione. La composizione politica dell'Assemblea giocava però contro di lui: trenta bonapartisti, duecento repubblicani, quattrocento monarchici, divisi questi ultimi tra legittimisti e orleanisti. Il 19 maggio 1873 il governo venne sciolto e ricostituito, ma il 24 maggio Thiers venne messo in minoranza e si dimise dalla carica di presidente. A settembre dello stesso anno l'ultimo soldato prussiano lasciò la Francia. Thiers continuò a essere membro dell'Assemblea, e poi della Camera dei deputati, e nel 1875 votò a favore della nuova Costituzione.
Morì a Saint-Germain-en-Laye il 3 settembre 1877 e venne sepolto con solenni funerali di Stato nel cimitero parigino del Père Lachaise.

## Curiosità
- La nonna materna di Thiers, Maria Lhomaca Amic, era sorella della madre del poeta André Chénier.

## Onorificenze

### Onorificenze francesi
Personalmente è stato insignito dei titoli di:

## Scritti
- Histoire de la Révolution française, 10 voll., Paris: Lecointe et Durey 1823-1827 (trad. ital. Storia della Rivoluzione francese prima traduzione italiana di E. Potenti, 15 voll., Firenze, 1835-1839; Storia della rivoluzione francese, trad. di S. Fusero, 10 voll., Milano: Dall'Oglio, 1963-1966).
- La Monarchie de 1830, Paris: A. Mesnier, 1831.
- Histoire du Consulat et de l'Empire, faisant suite à l'Histoire de la Révolution française, 20 voll., Paris, Paulin 1845-1862; nel 1869 venne pubblicato un 21° vol. di indici (trad. ital. Storia del Consolato e dell'Impero, seguito alla Storia della Rivoluzione francese trad. di P. Bernabò Silorata, Firenze: Le Monnier, 1845-; Storia del consolato e dell'impero di Napoleone, trad. di G. Campi, Torino: UTET, 1888-1891).
- De la propriété, Paris: Paulin, Lheureux et Cie, 1848.
- Histoire de Law, Paris: Michel-Lévy frères, 1858.
- Discours parlementaires, publiés par M. Calmon, 16 voll., Paris: C. Lévy, 1879-1889.
- Notes et souvenirs de M. Thiers, 1870-1873. Voyage diplomatique, proposition d'un armistice, préliminaires de la paix, présidence de la République, éd. par F. Dosne, Calmann-Lévy, 1903 (nuova ed. Mémoires 1870-1873: voyage diplomatique, proposition d'un armistice, préliminaires de la paix, présidence de la République, texte établi par Ph. Larochette, Clermont-Ferrand: Paleo, 2003).
- Occupation et libération du territoire, 1871-1873. Correspondances, 2 voll., Paris: Calmann-Lévy, 1903.
- 1841-1865. Correspondances. M. Thiers à Mme Thiers et à Mme Dosne. Mme Dosne à M. Thiers, publié par Mlle Félicie Dosne, Paris, 1904.

### Opere su Thiers
- Alexandre Laya, Etudes historiques sur la vie privée, politique et littéraire de M. A. Thiers; histoire de quinze ans: 1830-1846, Paris: Furne, 1846.
- Ruggiero Bonghi, Ritratti contemporanei: Cavour, Bismarck, Thiers, Milano: Fratelli Treves, 1879.
- François J. Le Goff, The life of Louis Adolphe Thiers, translated from the unpublished manuscript by Th. Stanton, New York: Putnam's Sons, 1879.
- Paul de Rémusat, A. Thiers, Paris: Hachette et cie, 1889.
- Henri Doniol, M. Thiers, le comte de Saint Vallier, le général de Manteuffel; libération du territoire 1871-1873, documents inédits, Paris: A. Colin et cie, 1898.
- Pierre F. Simon, Adolphe Thiers, chef du pouvoir exécutif et président de la République française, Paris: Cornély et cie, 1911.
- Daniel Halévy, Le courrier de M. Thiers d'après les documents conservés au Département des manuscrits de la Bibliothèque nationale, Paris: Payot, 1921.
- John M. S. Allison, Thiers and the French monarchy, Boston-New York: Houghton Mifflin, 1926.
- Eurydice Dosne, Mémoires de Madame Dosne, l'Égérie de M.Thiers publiés avec une introduction et des notes par H. Malo, 2 vol., Paris: Plon, 1928.
- Hyacinthe Chobaut, Jean de Servières, Les Origines de M. Thiers, Marseille: Institut historique de Provence, 1930.
- Robert Dreyfus, La république de Monsieur Thiers (1871-1873), Paris: Gallimard, 1930.
- John M. S. Allison, Monsieur Thiers, New York: Norton, 1932.
- Henri Malo, Thiers 1797-1877, Paris: Payot, 1932.
- Georges Lecomte, Thiers, Paris: Dunod, 1933.
- Raffaele Ciampini, Thiers et le Risorgimento d'apres des documents inedits, Firenze: Institut Francais, 1948.
- Jean Lucas-Dubreton, Aspects de Monsieur Thiers, Paris: Fayard, 1948.
- Charles Pomaret. Monsieur Thiers et son siècle, Paris: Gallimard 1948.
- Georges Roux, Thiers., Paris: Nouvelles éditions latines, 1948.
- François Charles-Roux, Thiers et Méhémet-Ali, Paris: Plon, 1951.
- Robert Marquant, Thiers et le baron Cotta, étude sur la collaboration de Thiers à la "Gazette d'Augsbourg", Paris: PUF, 1959.
- Robert Christophe, Le siècle Monsieur Thiers, Paris: Perrin, 1966.
- Henri Guillemin, L'avènement de M. Thiers et Réflexions sur la Commune, Paris: Gallimard, 1971.
- René Albrecht-Carrié, Adolphe Thiers or The triumph of the bourgeoisie, Boston: Twayne 1977.
- John P. T. Bury, Robert P. Tombs, Thiers, 1797-1877: a political life, London: Allen & Unwin, 1986.
- Pierre Guiral, Adolphe Thiers ou De la necessite en politique, Paris: Fayard, 1986.
- Jean Walch, Les maîtres de l'histoire, 1815-1850: Augustin Thierry, Mignet, Guizot, Thiers, Michelet, Edgar Quinet, Genève: Slatkine, 1986.
- Giacomo De Marzi, Storici e teocratici: Maistre, Thierry, Lamennais, Thiers, Urbino: Quattro Venti, 1987.
- Frédéric Martel, Philosophie du droit et philosophie politique d'Adolphe Thiers, Paris: LGDJ, 1995.
- Monsieur Thiers d'une République à l'autre, actes du colloque, Marseille, 14 novembre 1997, Paris: Publisud, 1998.

### Opere sulla Francia di Thiers
- André Jardin, André-Jean Tudesq, Nouvelle histoire de la France contemporaine, voll. 6-7, La France des notables: 1815-1848, 2 voll., Paris: du Seuil, 1973.
- Maurice Agulhon, Nouvelle histoire de la France contemporaine, vol. 8, 1848 ou l'Apprentissage de la République: 1848-1852, Paris: du Seuil, 1973.
- Alain Plessis, Nouvelle histoire de la France contemporaine, vol. 9, De la fête imperiale au mur des federés: 1852-1871, Paris: du Seuil, 1973.
- Jean Marie Mayeur, Nouvelle histoire de la France contemporaine, vol. 10, Les débuts de la Troisième République: 1871-1898, Paris: du Seuil, 1973.
- Roger Magraw, France 1814-1915: the bourgeois century, London: Fontana, 1983 (trad. it. Il secolo borghese in Francia: 1815-1914, Bologna: Il Mulino, 1987).
- Donald R. Kelley, Historians and the law in postrevolutionary France, Princeton: Princeton UP, 1984.
- Jean Tulard, Histoire de France, sous la dir. de Jean Favier, vol. 4, Les révolutions. De 1789 à 1851, Paris: Fayard, 1985.
- François Caron, Histoire de France, sous la dir. de Jean Favier, vol. 5, La France des patriotes. De 1851 à 1918, Paris: Fayard, 1985.
- Jean-Claude Caron, La France de 1815 à 1848, Paris: A. Colin, 1993.
- Jean Garrigues, La France de 1848 à 1870, Paris: A. Colin, 1995.
- Andre Nouschi, Antoine Olivesi, La France de 1848 à 1914, nuova ed. Paris: Nathan, 1995.
- André Castelot, Histoires de France, vol. 2, Restaurations et révolutions, 1815-1848, Paris: Perrin, 2001.
- Eric Anceau, La France de 1848 à 1870: entre ordre et mouvement, Paris: LGF, 2002.
- André Castelot, Histoires de France, vol. 3, Un monde nouveau, 1848-1914, Paris: Perrin, 2002.
- Roger Magraw, France, 1800-1914: a social history, Harlow: Longman, 2002.